# Voleibol de praia nos Jogos Mundiais Militares de 2011 - Masculino
O torneio de voleibol de praia nos Jogos Mundiais Militares de 2011 foi realizado na Arena Copacabana, nas proximidades do Posto 2 da praia de Copacabana, no Rio de Janeiro entre os dias 17 de Julho e 23 de Julho de 2011.
As onze duplas foram divididos em dois grupos, um de cinco e outro de seis. Cada dupla jogou com todos as outras equipes do grupo. Cada vitória valia 2 pontos, e uma derrota 1 ponto. As duas melhores de cada grupo avançaram para as semifinais. Não houve torneio de consolação.

## Medalhistas
|  | BRA Brasil   |  | CHN China |  | BRA Brasil             |
|  | Bernardo Jan |  | Liu Zhou  |  | Rogério "Pará" Roberto |

## Primeira fase

### Grupo A
|     |                        |     | Jogos | Jogos | Jogos | Pontos | Pontos | Pontos | Sets | Sets | Sets  |
| Pos | Equipe                 | Pts | T     | V     | D     | V      | P      | R      | V    | P    | R     |
| --- | ---------------------- | --- | ----- | ----- | ----- | ------ | ------ | ------ | ---- | ---- | ----- |
| 1   | Rogério "Pará"/Roberto | 8   | 4     | 4     | 0     | 168    | 76     | 2.211  | 8    | 0    | MAX   |
| 2   | Rathnapala/Perera      | 7   | 4     | 3     | 1     | 159    | 115    | 1.383  | 6    | 2    | 3,000 |
| 3   | Goings/Walden          | 6   | 4     | 2     | 2     | 135    | 133    | 1.015  | 4    | 4    | 1,000 |
| 4   | Domingos/Emanuel       | 5   | 4     | 1     | 3     | 103    | 154    | 0.669  | 2    | 6    | 0.333 |
| 5   | Cesnauskas/Vievesis    | 4   | 4     | 0     | 4     | 81     | 168    | 0.482  | 0    | 8    | 0,000 |

| 17 de julho, 2011 9:00 Relatório | Goings/Walden | 2 — 0             | Cesnauskas/Vievesis | Arena Copacabana |
| 17 de julho, 2011 9:00 Relatório | 21 -          | Set 1 Set 2 Set 3 | 11 12 -             | Arena Copacabana |

| 17 de julho, 2011 13:50 Relatório | Cesnauskas/Vievesis | 0—2               | Rathnapala/Perera | Arena Copacabana Árbitro(s): BRA Eider Carvalho USA Ryan McDowell |
| 17 de julho, 2011 13:50 Relatório | 6 16 -              | Set 1 Set 2 Set 3 | 21 -              | Arena Copacabana Árbitro(s): BRA Eider Carvalho USA Ryan McDowell |

| 17 de julho, 2011 14:40 Relatório | Rogério "Pará"/Roberto | 2 — 0             | Goings/Walden | Arena Copacabana Árbitro(s): ITA Ubaldo Luciani CHN Zhe Zhang |
| 17 de julho, 2011 14:40 Relatório | 21 -                   | Set 1 Set 2 Set 3 | 11 13 -       | Arena Copacabana Árbitro(s): ITA Ubaldo Luciani CHN Zhe Zhang |

| 18 de julho, 2011 11:00 Relatório | Domingos/Emanuel | 0 — 2             | Rathnapala/Perera | Arena Copacabana Árbitro(s): CHN Zhe Zhang BRA Mauro Câmara |
| 18 de julho, 2011 11:00 Relatório | 13 11 -          | Set 1 Set 2 Set 3 | 21 -              | Arena Copacabana Árbitro(s): CHN Zhe Zhang BRA Mauro Câmara |

| 18 de julho, 2011 15:00 | Rogério "Pará"/Roberto | 2 — 0             | Domingos/Emanuel | Arena Copacabana Árbitro(s): ITA Ubaldo Luciani USA Kate McCormick-Meyer |
| 18 de julho, 2011 15:00 | 21 -                   | Set 1 Set 2 Set 3 | 5 6 -            | Arena Copacabana Árbitro(s): ITA Ubaldo Luciani USA Kate McCormick-Meyer |

| 19 de julho, 2011 9:00 Relatório | Goings/Walden | 2 — 0             | Domingos/Emanuel | Arena Copacabana Árbitro(s): CHN Guo Chen BRA Mário Ferro |
| 19 de julho, 2011 9:00 Relatório | 21 -          | Set 1 Set 2 Set 3 | 14 12 -          | Arena Copacabana Árbitro(s): CHN Guo Chen BRA Mário Ferro |

| 20 de julho, 2011 11:00 Relatório | Goings/Walden | 0 — 2             | Rathnapala/Perera | Arena Copacabana Árbitro(s): CHN Zhe Zhang ITA Ubaldo Luciani |
| 20 de julho, 2011 11:00 Relatório | 13 14 -       | Set 1 Set 2 Set 3 | 21 -              | Arena Copacabana Árbitro(s): CHN Zhe Zhang ITA Ubaldo Luciani |

| 20 de julho, 2011 16:00 Relatório | Rogério "Pará"/Roberto | 2 — 0             | Cenauskas/Vievesis | Arena Copacabana Árbitro(s): SRI Prasanna Kumara CHN Zhe Zhang |
| 20 de julho, 2011 16:00 Relatório | 21 -                   | Set 1 Set 2 Set 3 | 2 6 -              | Arena Copacabana Árbitro(s): SRI Prasanna Kumara CHN Zhe Zhang |

| 21 de julho, 2011 10:00 Relatório | Rogério "Pará"/Roberto | 2 — 0             | Rathnapala/Perera | Arena Copacabana Árbitro(s): CHN Zhe Zhang USA Kate McCormick-Meyer |
| 21 de julho, 2011 10:00 Relatório | 21 -                   | Set 1 Set 2 Set 3 | 16 17 -           | Arena Copacabana Árbitro(s): CHN Zhe Zhang USA Kate McCormick-Meyer |

| 21 de julho, 2011 11:00 Relatório | Domingos/Emanuel | 2 — 0             | Cesnauskas/Vievesis | Arena Copacabana Árbitro(s): BRA Mário Ferro SRI Dhammiaka Silva |
| 21 de julho, 2011 11:00 Relatório | 21 -             | Set 1 Set 2 Set 3 | 12 16 -             | Arena Copacabana Árbitro(s): BRA Mário Ferro SRI Dhammiaka Silva |

### Grupo B
|     |                |     | Jogos | Jogos | Jogos | Pontos | Pontos | Pontos | Sets | Sets | Sets   |
| Pos | Equipe         | Pts | T     | V     | D     | V      | P      | R      | V    | P    | R      |
| --- | -------------- | --- | ----- | ----- | ----- | ------ | ------ | ------ | ---- | ---- | ------ |
| 1   | Liu/Zhou       | 10  | 5     | 5     | 0     | 222    | 155    | 1.432  | 10   | 1    | 10,000 |
| 2   | Bernardo/Jan   | 9   | 5     | 4     | 1     | 221    | 131    | 1.687  | 9    | 2    | 4.500  |
| 3   | Tariq/Aziz     | 8   | 5     | 3     | 2     | 178    | 167    | 1.066  | 6    | 4    | 1.500  |
| 4   | Khan/Riaz Khan | 7   | 5     | 2     | 3     | 184    | 197    | 0.934  | 4    | 6    | 0.667  |
| 5   | Ang/Dean       | 6   | 5     | 1     | 4     | 156    | 214    | 0.729  | 2    | 8    | 0.250  |
| 6   | Lundra/Ndoni   | 5   | 5     | 0     | 5     | 116    | 213    | 0.545  | 0    | 10   | 0,000  |

| 17 de julho, 2011 9:50 Relatório | Bernardo/Jan | 2 — 0             | Khan/Riaz Khan | Arena Copacabana Árbitro(s): USA Ryan McDowell SRI Dammiaka Silva |
| 17 de julho, 2011 9:50 Relatório | 21 -         | Set 1 Set 2 Set 3 | 13 11 -        | Arena Copacabana Árbitro(s): USA Ryan McDowell SRI Dammiaka Silva |

| 17 de julho, 2011 15:30 Relatório | Tariq/Aziz | 0—2               | Bernardo/Jan | Arena Copacabana Árbitro(s): SRI Dammiaka Silva USA Kate McCormick-Meyer |
| 17 de julho, 2011 15:30 Relatório | 11 14 -    | Set 1 Set 2 Set 3 | 21 -         | Arena Copacabana Árbitro(s): SRI Dammiaka Silva USA Kate McCormick-Meyer |

| 18 de julho, 2011 10:00 Relatório | Bernardo/Jan | 2 — 0             | Lundra/Ndoni | Arena Copacabana Árbitro(s): USA Kate McCormick-Meyer USA Ryan Dowell |
| 18 de julho, 2011 10:00 Relatório | 21 -         | Set 1 Set 2 Set 3 | 4 9 -        | Arena Copacabana Árbitro(s): USA Kate McCormick-Meyer USA Ryan Dowell |

| 18 de julho, 2011 13:00 Relatório | Ang/Dean | 0 — 2             | Liu/Zhou | Arena Copacabana Árbitro(s): BRA Eider Carvalho BRA Mário Ferro |
| 18 de julho, 2011 13:00 Relatório | 12 -     | Set 1 Set 2 Set 3 | 21 -     | Arena Copacabana Árbitro(s): BRA Eider Carvalho BRA Mário Ferro |

| 19 de julho, 2011 10:00 Relatório | Ang/Dean | 0 — 2             | Tariq/Aziz | Arena Copacabana Árbitro(s): ITA Ubaldo Luciani BRA Eider Carvalho |
| 19 de julho, 2011 10:00 Relatório | 18 7 -   | Set 1 Set 2 Set 3 | 21 -       | Arena Copacabana Árbitro(s): ITA Ubaldo Luciani BRA Eider Carvalho |

| 19 de julho, 2011 12:00 Relatório | Bernardo/Jan | 1 — 2             | Liu/Zhou | Arena Copacabana Árbitro(s): USA Ryan Dowell SRI Dammiaka Silva |
| 19 de julho, 2011 12:00 Relatório | 19 21 13     | Set 1 Set 2 Set 3 | 21 18 15 | Arena Copacabana Árbitro(s): USA Ryan Dowell SRI Dammiaka Silva |

| 19 de julho, 2011 13:10 Relatório | Khan/Riaz Khan | 2 — 0             | Lundra/Ndoni | Arena Copacabana Árbitro(s): SRI Prasanna Kumara CHN Guo Chen |
| 19 de julho, 2011 13:10 Relatório | 21 -           | Set 1 Set 2 Set 3 | 12 -         | Arena Copacabana Árbitro(s): SRI Prasanna Kumara CHN Guo Chen |

| 19 de julho, 2011 15:00 Relatório | Ang/Dean | 0 — 2             | Khan/Riaz Khan | Arena Copacabana Árbitro(s): BRA Mário Ferro BRA Eider Carvalho |
| 19 de julho, 2011 15:00 Relatório | 30 17 -  | Set 1 Set 2 Set 3 | 32 21 -        | Arena Copacabana Árbitro(s): BRA Mário Ferro BRA Eider Carvalho |

| 19 de julho, 2011 16:08 | Tariq/Aziz | 0 — 2             | Liu/Zhou | Arena Copacabana |
| 19 de julho, 2011 16:08 | 13 14 -    | Set 1 Set 2 Set 3 | 21 -     | Arena Copacabana |

| 20 de julho, 2011 10:00 Relatório | Ang/Dean | 2 — 0             | Lundra/Ndoni | Arena Copacabana Árbitro(s): BRA Eider Carvalho SRI Prasanna Kumara |
| 20 de julho, 2011 10:00 Relatório | 24 21 -  | Set 1 Set 2 Set 3 | 22 13 -      | Arena Copacabana Árbitro(s): BRA Eider Carvalho SRI Prasanna Kumara |

| 20 de julho, 2011 14:00 Relatório | Liu/Zhou | 2 — 0             | Khan/Riaz Khan | Arena Copacabana Árbitro(s): BRA Mauro Câmara USA Ryan McDowell |
| 20 de julho, 2011 14:00 Relatório | 21 -     | Set 1 Set 2 Set 3 | 16 12 -        | Arena Copacabana Árbitro(s): BRA Mauro Câmara USA Ryan McDowell |

| 20 de julho, 2011 15:00 Relatório | Tariq/Aziz | 2 — 0             | Lundra/Ndoni | Arena Copacabana Árbitro(s): USA Kate McCormick-Meyer BRA Mário Ferro |
| 20 de julho, 2011 15:00 Relatório | 21 -       | Set 1 Set 2 Set 3 | 7 14 -       | Arena Copacabana Árbitro(s): USA Kate McCormick-Meyer BRA Mário Ferro |

| 21 de julho, 2011 12:00 Relatório | Liu/Zhou | 2 — 0             | Lundra/Ndoni | Arena Copacabana Árbitro(s): USA Ryan McDowell BRA Eider Carvalho |
| 21 de julho, 2011 12:00 Relatório | 21 -     | Set 1 Set 2 Set 3 | 13 10 -      | Arena Copacabana Árbitro(s): USA Ryan McDowell BRA Eider Carvalho |

| 21 de julho, 2011 13:00 Relatório | Bernardo/Jan | 2 — 0             | Ang/Dean | Arena Copacabana Árbitro(s): ITA Ubaldo Luciani SRI Prasanna Kumara |
| 21 de julho, 2011 13:00 Relatório | 21 -         | Set 1 Set 2 Set 3 | 7 8 -    | Arena Copacabana Árbitro(s): ITA Ubaldo Luciani SRI Prasanna Kumara |

| 21 de julho, 2011 14:00 Relatório | Tariq/Aziz | 2 — 0             | Khan/Riaz Khan | Arena Copacabana Árbitro(s): BRA Eider Carvalho BRA Mário Ferro |
| 21 de julho, 2011 14:00 Relatório | 21 -       | Set 1 Set 2 Set 3 | 18 19 -        | Arena Copacabana Árbitro(s): BRA Eider Carvalho BRA Mário Ferro |

## Fase final
|  | Semifinal                       | Semifinal                       |   |                                 | Final                           | Final |  |
|  |                                 |                                 |   |                                 |                                 |       |  |
|  | 22 Jul, 2011 - Arena Copacabana |                                 |   |                                 |                                 |       |  |
|  | Rogério "Pará"/Roberto          | 1                               |   |                                 |                                 |       |  |
|  | Bernardo/Jan                    | 2                               |   |                                 |                                 |       |  |
|  |                                 |                                 |   |                                 |                                 |       |  |
|  |                                 |                                 |   |                                 | 23 Jul, 2011 - Arena Copacabana |       |  |
|  |                                 |                                 |   |                                 | Bernardo/Jan                    | 2     |  |
|  |                                 | Liu/Zhou                        | 0 |                                 |                                 |       |  |
|  |                                 |                                 |   |                                 |                                 |       |  |
|  |                                 |                                 |   |                                 |                                 |       |  |
|  |                                 |                                 |   |                                 | Disputa pelo bronze             |       |  |
|  | 22 Jul, 2011 - Arena Copacabana | 22 Jul, 2011 - Arena Copacabana |   | 22 Jul, 2011 - Arena Copacabana | 22 Jul, 2011 - Arena Copacabana |       |  |
|  | Liu/Zhou                        | 2                               |   | Rogério "Pará"/Roberto          | 2                               |       |  |
|  | Rathnalapa/Perera               | 0                               |   |                                 | Rathnalapa/Perera               | 0     |  |

### Semifinal
| 22 de julho, 2011 10:00 Relatório | Rogério "Pará"/Roberto | 1 — 2             | Bernardo/Jan | Arena Copacabana Árbitro(s): CHN Zhe Zhang USA Ryan McDowell |
| 22 de julho, 2011 10:00 Relatório | 21 19 12               | Set 1 Set 2 Set 3 | 17 21 15     | Arena Copacabana Árbitro(s): CHN Zhe Zhang USA Ryan McDowell |

| 22 de julho, 2011 12:10 Relatório | Liu/Zhou | 2 — 0             | Rathnapala/Perera | Arena Copacabana Árbitro(s): BRA Eider Carvalho BRA Mário Ferro |
| 22 de julho, 2011 12:10 Relatório | 21 -     | Set 1 Set 2 Set 3 | 17 19 -           | Arena Copacabana Árbitro(s): BRA Eider Carvalho BRA Mário Ferro |

### Disputa pelo bronze
| 22 de julho, 2011 15:00 Relatório | Rogério "Pará"/Roberto | 2 — 0             | Rathnapala/Perera | Arena Copacabana Árbitro(s): USA Ryan McDowell ITA Ubaldo Luciani |
| 22 de julho, 2011 15:00 Relatório | 21 -                   | Set 1 Set 2 Set 3 | 13 10 -           | Arena Copacabana Árbitro(s): USA Ryan McDowell ITA Ubaldo Luciani |

### Final
| 23 de julho, 2011 11:00 Relatório | Bernardo/Jan | 2 — 0             | Liu/Zhou | Arena Copacabana Árbitro(s): ITA Ubaldo Luciano USA Kate McCormick-Meyer |
| 23 de julho, 2011 11:00 Relatório | 22 21 -      | Set 1 Set 2 Set 3 | 20 18 -  | Arena Copacabana Árbitro(s): ITA Ubaldo Luciano USA Kate McCormick-Meyer |